# Проходная (приток Большой Алматинки)
Проходная (каз. Өткелді) — река в Казахстане. Левый приток реки Большая Алматинка.

## Описание
Река берёт начало на ледниках Проходного перевала в горах Заилийского Алатау, на высоте 3418 м.
Длина реки — 21 км, площадь водосбора 83,3 км². Ширина 5,0—6,5 м, глубина 0,20—0,80 м. Река полноводна даже в зимние месяцы, но летом подвержена паводкам. На реке расположен санаторий «Алма-Арасан».